# Roncq

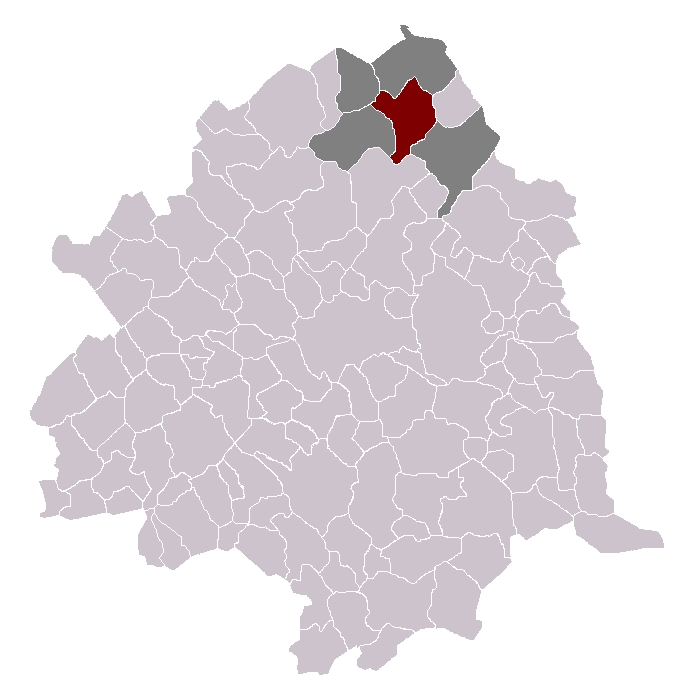
Ubicació de Roncq dins del cantó i el districte

Roncq (neerlandès Ronk) és un municipi francès, situat a la regió dels Alts de França, al departament del Nord. L'any 2006 tenia 12.892 habitants. Limita al nord-oest amb Bousbecque, al nord amb Halluin, a l'oest amb Linselles, a l'est amb Neuville-en-Ferrain, al sud amb Bondues i al sud-est amb Tourcoing.

## Demografia
| Evolució de la població INSEE i Cassini |       |       |       |       |       |       |       |       |
| 1793                                    | 1800  | 1806  | 1821  | 1831  | 1836  | 1841  | 1846  | 1851  |
| 2 910                                   | 2 513 | 2 575 | 2 731 | 2 935 | 3 098 | 3 133 | 3 378 | 3 637 |

| 1856  | 1861  | 1866  | 1872  | 1876  | 1881  | 1886  | 1891  | 1896  |
| ----- | ----- | ----- | ----- | ----- | ----- | ----- | ----- | ----- |
| 4 241 | 4 948 | 5 479 | 5 490 | 5 825 | 5 716 | 6 104 | 6 734 | 6 726 |

| 1901  | 1906  | 1911  | 1921  | 1926  | 1931  | 1936  | 1946  | 1954  |
| ----- | ----- | ----- | ----- | ----- | ----- | ----- | ----- | ----- |
| 6 678 | 6 542 | 6 507 | 5 950 | 6 237 | 6 573 | 6 812 | 6 787 | 7 097 |

| 1962  | 1968  | 1975   | 1982   | 1990   | 1999   | 2006 | 2011 | 2016 |
| ----- | ----- | ------ | ------ | ------ | ------ | ---- | ---- | ---- |
| 7 536 | 7 820 | 10 756 | 11 725 | 12 035 | 12 705 | -    | -    | -    |

| 2019 | - | - | - | - | - | - | - | - |
| ---- | - | - | - | - | - | - | - | - |
| -    | - | - | - | - | - | - | - | - |

## Administració
| Període   | Identitat           | Partit        |
| --------- | ------------------- | ------------- |
| 1955-1965 | Paul Vansteenkiste  |               |
| 1965-1971 | Jules Gilles        |               |
| 1971-1983 | Yves Croës          | PCF           |
| 1983-1995 | Henri Desmettre     |               |
| 1995-1998 | Jean-Albert Bricout |               |
| 1998-2001 | Benoît Ghesquière   |               |
| 2001-     | Vicent Ledoux       | Divers droite |

## Agermanaments
- Delbrück
- Todmorden
- Sélinkegny